# Viktoriya Semerenko
Viktoriya Olexandrivna Semerenko, conocida deportivamente como Vita Semerenko (en ucraniano: Вікторія Олександрівна Семеренко; Krasnopilia, 18 de enero de 1986), es una deportista ucraniana que compite en biatlón. Su hermana gemela Valentyna también es biatleta.
Participó en los Juegos Olímpicos de Sochi 2014, obteniendo dos medallas, oro en la prueba de relevos 4 × 6 km y bronce en 7,5 km velocidad. Ganó siete medallas en el Campeonato Mundial de Biatlón entre los años 2008 y 2020, y once medallas en el Campeonato Europeo de Biatlón entre los años 2007 y 2021.

## Palmarés internacional
| Juegos Olímpicos   | Juegos Olímpicos             | Juegos Olímpicos  | Juegos Olímpicos |
| Año                | Lugar                        | Medalla           | Prueba           |
| ------------------ | ---------------------------- | ----------------- | ---------------- |
| 2014               | Sochi (Rusia)                | Medalla de oro    | Relevo           |
| 2014               | Sochi (Rusia)                | Medalla de bronce | Velocidad        |
| Campeonato Mundial |                              |                   |                  |
| Año                | Lugar                        | Medalla           | Prueba           |
| 2008               | Östersund (Suecia)           | Medalla de plata  | Relevo           |
| 2011               | Janty-Mansisk (Rusia)        | Medalla de bronce | Individual       |
| 2012               | Ruhpolding (Alemania)        | Medalla de bronce | Velocidad        |
| 2013               | Nové Město (República Checa) | Medalla de plata  | Relevo           |
| 2013               | Nové Město (República Checa) | Medalla de bronce | Velocidad        |
| 2019               | Östersund (Suecia)           | Medalla de bronce | Relevo           |
| 2020               | Anterselva (Italia)          | Medalla de bronce | Relevo           |
| Campeonato Europeo |                              |                   |                  |
| Año                | Lugar                        | Medalla           | Prueba           |
| 2007               | Bansko (Bulgaria)            | Medalla de plata  | Velocidad        |
| 2007               | Bansko (Bulgaria)            | Medalla de bronce | Relevo           |
| 2008               | Nové Město (República Checa) | Medalla de oro    | Relevo           |
| 2009               | Ufá (Rusia)                  | Medalla de oro    | Relevo           |
| 2009               | Ufá (Rusia)                  | Medalla de plata  | Individual       |
| 2010               | Otepää (Estonia)             | Medalla de oro    | Persecución      |
| 2010               | Otepää (Estonia)             | Medalla de plata  | Relevo           |
| 2010               | Otepää (Estonia)             | Medalla de bronce | Velocidad        |
| 2011               | Val Ridanna (Italia)         | Medalla de oro    | Relevo           |
| 2012               | Osrblie (Eslovaquia)         | Medalla de oro    | Relevo           |
| 2021               | Duszniki-Zdrój (Polonia)     | Medalla de bronce | Relevo mixto     |